# العصر الميوسيني المتأخر
العصر الميوسيني المتأخر (المعروف أيضًا باسم الميوسين العلوي) هو حقبة فرعية من عصر الميوسين يتكون من مرحلتين. تشتمل مراحل التورتوني والمسيني على حقبة العصر الميوسيني المتأخر ، والتي استمرت من 11.63 مليون سنة إلى 5.333 مليون سنة.

## تطور الحياة
تعتبر مجموعات الجبون وإنسان الغاب أول المجموعات التي انفصلت عن الخط المؤدي إلى أشباه البشر، بما في ذلك البشر، ثم الغوريلا، وأخيرًا ، الشمبانزي والبونوبو. تم تحديد تاريخ الانقسام بين سلالات أشباه البشر والشمبانزي من قبل البعض ما بين 4 و 8 ملايين سنة ، أي خلال أواخر العصر الميوسيني.